# Zac Cuthbertson
Zac Cuthbertson, né le 27 décembre 1996, à New Bern, dans l'état de Caroline du Nord est un joueur professionnel de basket-ball américain.
Il évolue au poste d'ailier.

## Biographie
Il signe le 10 juillet 2024 pour l'Elan Chalon,.

## Clubs
- 2019-2020 :  Maccabi Ashdod (Ligat HaAl)
- 2019-2020 :  Borås (Basketligan)
- 2020-2021 :  Hambourg Towers (Basketball-Bundesliga)
- 2021-2022 :  La Union de Formosa (LNB)
- 2022-2024 :  Szcecin (PLK)
- 2024-2025 :  Chalon-sur-Saône (BetClic Elite)